# Portugal op het wereldkampioenschap voetbal 2018
Portugal is een van de deelnemende landen aan het wereldkampioenschap voetbal 2018 in Rusland. Het is de zevende deelname voor het land. Portugal bereikte de achtste finale waar het verloor van Uruguay.

## Kwalificatie

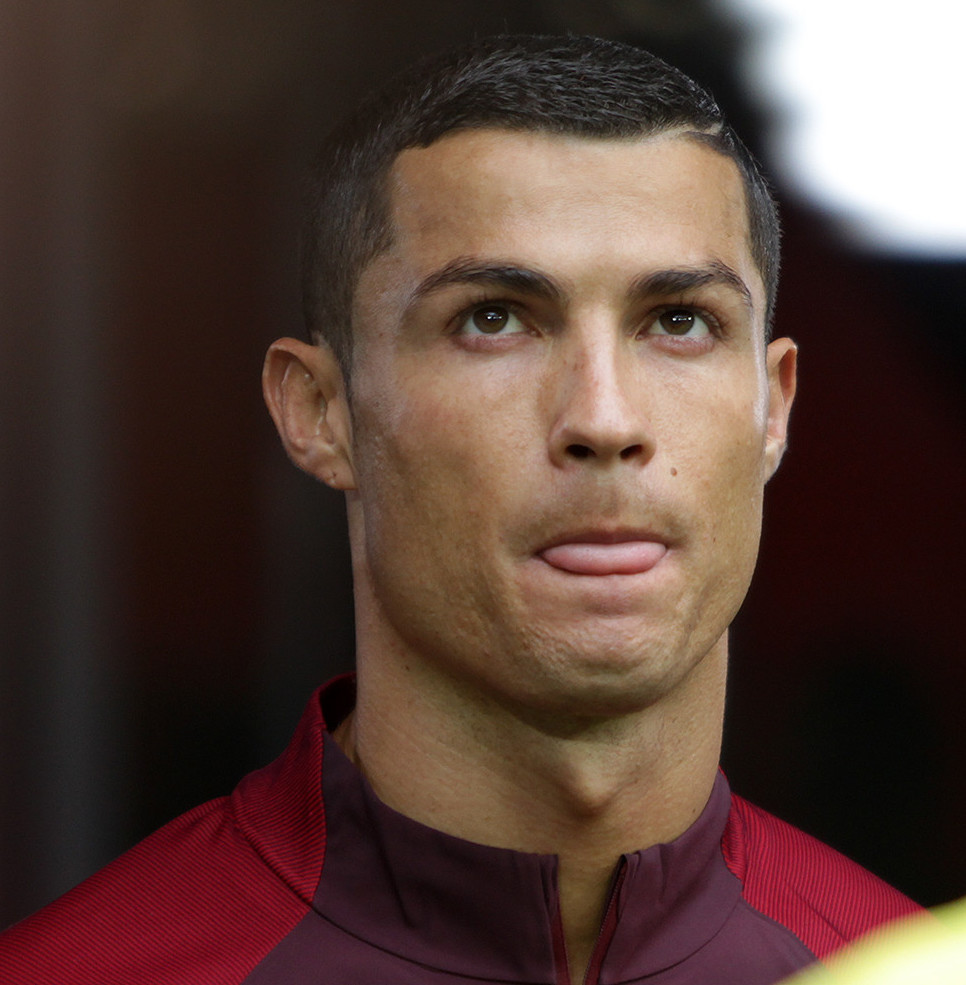
Ronaldo scoorde 15 keer in de kwalificatiecampagne.

Portugal begon de kwalificatiecampagne met een nederlaag tegen Zwitserland, de grootste concurrent om groepswinst. Het team van bondscoach Fernando Santos, die op de eerste speeldag niet kon rekenen op zijn sterspeler Cristiano Ronaldo, verloor in Bazel met 2–0. Nadien maakte Ronaldo zijn wederoptreden bij de nationale ploeg en begon Portugal aan een sportieve opmars. In zijn eerste kwalificatiewedstrijd scoorde Ronaldo meteen vier keer. Het team van Santos won ook de volgende wedstrijden en bleef zo in het spoor van Zwitserland, dat zelf foutloos bleef. Dankzij enkele grote overwinningen – er werd met zes doelpunten verschil gewonnen van zowel Andorra (6–0) als de Faeröer (0–6) – beschikte Portugal ook over het beste doelpuntensaldo uit de groep.
Op de slotspeeldag mochten de Portugezen het voor eigen supporters opnieuw opnemen tegen Zwitserland, dat op dat ogenblik al zijn voorgaande kwalificatiewedstrijden gewonnen had. Portugal won het bepalende duel met 2–0 dankzij een eigen doelpunt van Johan Djourou en een treffer van André Silva. Door de zege eindigden Portugal en Zwitserland met elk 27 punten op een gedeelde eerste plaats. Doordat Portugal over een beter doelpuntensaldo beschikte, mocht het rechtstreeks naar het WK.

### Kwalificatieduels
|                                                   |                        |       |          |                                                                                |
| 6 september 2016 «onderlinge duels» 20:45 (UTC+2) | Zwitserland            | 2 − 0 | Portugal | St. Jakob-Park, Bazel Toeschouwers: 36.000 Scheidsrechter: Antonio Mateu Lahoz |
| 6 september 2016 «onderlinge duels» 20:45 (UTC+2) | Embolo 24' Mehmedi 31' |       |          | St. Jakob-Park, Bazel Toeschouwers: 36.000 Scheidsrechter: Antonio Mateu Lahoz |

|                                                 |                                                    |       |         |                                                                               |
| 7 oktober 2016 «onderlinge duels» 20:45 (UTC+2) | Portugal                                           | 6 − 0 | Andorra | Estádio Municipal, Aveiro Toeschouwers: 25.120 Scheidsrechter: Oliver Drachta |
| 7 oktober 2016 «onderlinge duels» 20:45 (UTC+2) | Ronaldo 3', 5', 48', 69' Cancelo 45' An. Silva 87' |       |         | Estádio Municipal, Aveiro Toeschouwers: 25.120 Scheidsrechter: Oliver Drachta |

|                                                  |         |                                                                  |          |                                                                            |
| 10 oktober 2016 «onderlinge duels» 20:45 (UTC+2) | Faeröer | 0 − 6                                                            | Portugal | Tórsvøllur, Tórshavn Toeschouwers: 4.780 Scheidsrechter: Gediminas Mažeika |
| 10 oktober 2016 «onderlinge duels» 20:45 (UTC+2) |         | 13', 23', 38' An. Silva 66' Ronaldo 90+2' Moutinho 90+4' Cancelo |          | Tórsvøllur, Tórshavn Toeschouwers: 4.780 Scheidsrechter: Gediminas Mažeika |

|                                                   |                                                  |       |             |                                                                          |
| 13 november 2016 «onderlinge duels» 20:45 (UTC+1) | Portugal                                         | 4 − 1 | Letland     | Estádio Algarve, Faro Toeschouwers: 20.744 Scheidsrechter: Robert Madden |
| 13 november 2016 «onderlinge duels» 20:45 (UTC+1) | Ronaldo 29' (pen.), 86' Carvalho 71' Alves 90+3' |       | 68' Zjuzins | Estádio Algarve, Faro Toeschouwers: 20.744 Scheidsrechter: Robert Madden |

|                                                |                                |       |           |                                                                                |
| 25 maart 2017 «onderlinge duels» 20:45 (UTC+1) | Portugal                       | 3 − 0 | Hongarije | Estádio da Luz, Lissabon Toeschouwers: 57.816 Scheidsrechter: Szymon Marciniak |
| 25 maart 2017 «onderlinge duels» 20:45 (UTC+1) | An. Silva 32' Ronaldo 36', 65' |       |           | Estádio da Luz, Lissabon Toeschouwers: 57.816 Scheidsrechter: Szymon Marciniak |

|                                              |         |                                |          |                                                                       |
| 9 juni 2017 «onderlinge duels» 20:45 (UTC+2) | Letland | 0 − 3                          | Portugal | Skontostadion, Riga Toeschouwers: 8.087 Scheidsrechter: István Kovács |
| 9 juni 2017 «onderlinge duels» 20:45 (UTC+2) |         | 42', 64' Ronaldo 68' An. Silva |          | Skontostadion, Riga Toeschouwers: 8.087 Scheidsrechter: István Kovács |

|                                                   |                                                       |       |                 |                                                                              |
| 31 augustus 2017 «onderlinge duels» 20:45 (UTC+2) | Portugal                                              | 5 − 1 | Faeröer         | Estádio do Bessa, Porto Toeschouwers: 25.087 Scheidsrechter: Srđan Jovanović |
| 31 augustus 2017 «onderlinge duels» 20:45 (UTC+2) | Ronaldo 3', 29' (pen.), 65' Carvalho 58' Oliveira 84' |       | 38' Baldvinsson | Estádio do Bessa, Porto Toeschouwers: 25.087 Scheidsrechter: Srđan Jovanović |

|                                                   |           |               |          |                                                                               |
| 3 september 2017 «onderlinge duels» 20:45 (UTC+2) | Hongarije | 0 − 1         | Portugal | Groupama Arena, Boedapest Toeschouwers: 21.800 Scheidsrechter: Danny Makkelie |
| 3 september 2017 «onderlinge duels» 20:45 (UTC+2) |           | 49' An. Silva |          | Groupama Arena, Boedapest Toeschouwers: 21.800 Scheidsrechter: Danny Makkelie |

|                                                 |         |                           |          |                                                                                        |
| 7 oktober 2017 «onderlinge duels» 20:45 (UTC+2) | Andorra | 0 − 2                     | Portugal | Estadi Nacional, Andorra la Vella Toeschouwers: 3.193 Scheidsrechter: Miroslav Zelinka |
| 7 oktober 2017 «onderlinge duels» 20:45 (UTC+2) |         | 64' Ronaldo 87' An. Silva |          | Estadi Nacional, Andorra la Vella Toeschouwers: 3.193 Scheidsrechter: Miroslav Zelinka |

|                                                  |                                  |       |             |                                                                            |
| 10 oktober 2017 «onderlinge duels» 20:45 (UTC+2) | Portugal                         | 2 − 0 | Zwitserland | Estádio da Luz, Lissabon Toeschouwers: 61.566 Scheidsrechter: Cüneyt Çakır |
| 10 oktober 2017 «onderlinge duels» 20:45 (UTC+2) | Djourou 42' (e.d.) An. Silva 58' |       |             | Estádio da Luz, Lissabon Toeschouwers: 61.566 Scheidsrechter: Cüneyt Çakır |

### Eindstand groep B
| Pos. | Land        | GW | W | G | V | DV | DT | DS  | Ptn |
| ---- | ----------- | -- | - | - | - | -- | -- | --- | --- |
| 1    | Portugal    | 10 | 9 | 0 | 1 | 32 | 4  | +28 | 27  |
| 2    | Zwitserland | 10 | 9 | 0 | 1 | 23 | 7  | +16 | 27  |
| 3    | Hongarije   | 10 | 4 | 1 | 5 | 14 | 14 | +0  | 13  |
| 4    | Faeröer     | 10 | 2 | 3 | 5 | 4  | 16 | –12 | 9   |
| 5    | Letland     | 10 | 2 | 1 | 7 | 7  | 18 | –11 | 7   |
| 6    | Andorra     | 10 | 1 | 1 | 8 | 2  | 23 | –21 | 4   |

## WK-voorbereiding

### Wedstrijden
|                                                   |                                         |       |               |                                                                                  |
| 10 november 2017 «onderlinge duels» 21:45 (UTC+1) | Portugal                                | 3 – 0 | Saoedi-Arabië | Estádio do Fontelo, Viseu Toeschouwers: 6.800 Scheidsrechter: Sebastian Colțescu |
| 10 november 2017 «onderlinge duels» 21:45 (UTC+1) | Fernandes 32' Guedes 52' João Mário 90' |       |               | Estádio do Fontelo, Viseu Toeschouwers: 6.800 Scheidsrechter: Sebastian Colțescu |

|                                                   |             |       |                  |                                                                                          |
| 14 november 2017 «onderlinge duels» 21:45 (UTC+1) | Portugal    | 1 – 1 | Verenigde Staten | Estádio Dr. Magalhães Pessoa, Leiria Toeschouwers: 19.017 Scheidsrechter: Anthony Taylor |
| 14 november 2017 «onderlinge duels» 21:45 (UTC+1) | Antunes 31' |       | 21' McKennie     | Estádio Dr. Magalhães Pessoa, Leiria Toeschouwers: 19.017 Scheidsrechter: Anthony Taylor |

|                                                |                      |       |           |                                                                                    |
| 23 maart 2018 «onderlinge duels» 20:45 (UTC+1) | Portugal             | 2 – 1 | Egypte    | Letzigrund, Zürich (Zwitserland) Toeschouwers: nnb Scheidsrechter: Paolo Mazzoleni |
| 23 maart 2018 «onderlinge duels» 20:45 (UTC+1) | Ronaldo 90+2', 90+5' |       | 56' Salah | Letzigrund, Zürich (Zwitserland) Toeschouwers: nnb Scheidsrechter: Paolo Mazzoleni |

|                                                |             |       |                                    |                                                                    |
| 26 maart 2018 «onderlinge duels» 20:30 (UTC+2) | Portugal    | 0 – 3 | Nederland                          | Stade de Genève, Genève (Zwitserland) Scheidsrechter: Ruddy Buquet |
| 26 maart 2018 «onderlinge duels» 20:30 (UTC+2) | Cancelo 61' |       | 11' Depay 32' Babel 45+2' Van Dijk | Stade de Genève, Genève (Zwitserland) Scheidsrechter: Ruddy Buquet |

|                                              |                              |       |                           |                                                     |
| 28 mei 2018 «onderlinge duels» 20:45 (UTC+2) | Portugal                     | 2 – 2 | Tunesië                   | Estádio Municipal, Braga Scheidsrechter: Luca Banti |
| 28 mei 2018 «onderlinge duels» 20:45 (UTC+2) | An. Silva 22' João Mário 34' |       | 39' Badri 64' Ben Youssef | Estádio Municipal, Braga Scheidsrechter: Luca Banti |

|                                              |        |       |          |                                                                                     |
| 2 juni 2018 «onderlinge duels» 20:45 (UTC+2) | België | 0 – 0 | Portugal | Koning Boudewijnstadion, Brussel Toeschouwers: 50.000 Scheidsrechter: Viktor Kassai |
| 2 juni 2018 «onderlinge duels» 20:45 (UTC+2) |        |       |          | Koning Boudewijnstadion, Brussel Toeschouwers: 50.000 Scheidsrechter: Viktor Kassai |

|                                              |                                  |       |          |                                                                            |
| 7 juni 2018 «onderlinge duels» 17:15 (UTC+2) | Portugal                         | 3 – 0 | Algerije | Estádio da Luz, Lissabon Toeschouwers: 53.014 Scheidsrechter: Craig Pawson |
| 7 juni 2018 «onderlinge duels» 17:15 (UTC+2) | Guedes 17', 55' B. Fernandes 37' |       |          | Estádio da Luz, Lissabon Toeschouwers: 53.014 Scheidsrechter: Craig Pawson |

## Het wereldkampioenschap
Op 1 december 2017 werd er geloot voor de groepsfase van het Wereldkampioenschap voetbal 2018. Portugal werd samen met Spanje, Marokko en Iran ondergebracht in groep B, en kreeg daardoor Moskou, Sotsji en Saransk als speelsteden.

### Selectie en statistieken
| Nr. | Naam              | Geboortedatum | GW |   |   |   |   |   |   | Club              | Positie(s) |
| --- | ----------------- | ------------- | -- | - | - | - | - | - | - | ----------------- | ---------- |
| 1   | Rui Patrício      | 15-02-1988    | 4  | 0 | 0 | 0 | 0 | 0 | 0 | Sporting Lissabon | GK         |
| 2   | Bruno Alves       | 27-11-1981    | 0  | 0 | 0 | 0 | 0 | 0 | 0 | Rangers FC        | CB         |
| 3   | Pepe              | 26-02-1983    | 4  | 1 | 0 | 0 | 0 | 0 | 0 | Beşiktaş JK       | CB         |
| 4   | Manuel Fernandes  | 05-02-1986    | 1  | 0 | 0 | 0 | 0 | 1 | 0 | Lokomotiv Moskou  | CM, LM     |
| 5   | Raphaël Guerreiro | 22-12-1993    | 4  | 0 | 1 | 0 | 0 | 0 | 0 | Borussia Dortmund | LB, LM     |
| 6   | José Fonte        | 22-12-1983    | 4  | 0 | 0 | 0 | 0 | 0 | 0 | Dalian Yifang     | CB         |
| 7   | Cristiano Ronaldo | 05-02-1985    | 4  | 4 | 2 | 0 | 0 | 0 | 0 | Real Madrid       | CF, LW     |
| 8   | João Moutinho     | 08-09-1986    | 3  | 0 | 0 | 0 | 0 | 1 | 1 | AS Monaco         | CM         |
| 9   | André Silva       | 06-11-1995    | 3  | 0 | 0 | 0 | 0 | 2 | 1 | AC Milan          | CF         |
| 10  | João Mário        | 19-01-1993    | 4  | 0 | 0 | 0 | 0 | 1 | 3 | West Ham United   | AM, RM, LM |
| 11  | Bernardo Silva    | 10-08-1994    | 4  | 0 | 0 | 0 | 0 | 1 | 2 | Manchester City   | RW, LW, AM |
| 12  | Anthony Lopes     | 01-10-1990    | 0  | 0 | 0 | 0 | 0 | 0 | 0 | Olympique Lyon    | GK         |
| 13  | Rúben Dias        | 14-05-1997    | 0  | 0 | 0 | 0 | 0 | 0 | 0 | SL Benfica        | CB         |
| 14  | William Carvalho  | 07-04-1992    | 4  | 0 | 0 | 0 | 0 | 0 | 0 | Sporting Lissabon | DM         |
| 15  | Ricardo Pereira   | 06-10-1993    | 1  | 0 | 0 | 0 | 0 | 0 | 0 | FC Porto          | RB, RM, LB |
| 16  | Bruno Fernandes   | 08-08-1994    | 2  | 0 | 1 | 0 | 0 | 2 | 0 | Sporting Lissabon | AM, CM     |
| 17  | Gonçalo Guedes    | 29-11-1996    | 4  | 0 | 0 | 0 | 0 | 1 | 2 | Valencia CF       | LW         |
| 18  | Gelson Martins    | 11-05-1995    | 1  | 0 | 0 | 0 | 0 | 1 | 0 | Sporting Lissabon | RW         |
| 19  | Mário Rui         | 27-05-1991    | 0  | 0 | 0 | 0 | 0 | 0 | 0 | SSC Napoli        | LB         |
| 20  | Ricardo Quaresma  | 26-09-1983    | 3  | 1 | 1 | 0 | 0 | 1 | 2 | Beşiktaş JK       | RW, LW, AM |
| 21  | Cédric Soares     | 31-08-1991    | 3  | 0 | 1 | 0 | 0 | 0 | 0 | Southampton FC    | RB         |
| 22  | Beto              | 01-06-1982    | 0  | 0 | 0 | 0 | 0 | 0 | 0 | Göztepe           | GK         |
| 23  | Adrien Silva      | 15-03-1989    | 3  | 0 | 1 | 0 | 0 | 1 | 1 | Leicester City    | CM, DM     |

### Wedstrijden

#### Groepsfase
| Nr. | Land     | GW | W | G | V | DV | DT | DS | Ptn |
| --- | -------- | -- | - | - | - | -- | -- | -- | --- |
| 1   | Spanje   | 3  | 1 | 2 | 0 | 6  | 5  | +1 | 5   |
| 2   | Portugal | 3  | 1 | 2 | 0 | 5  | 4  | +1 | 5   |
| 3   | Iran     | 3  | 1 | 1 | 1 | 2  | 2  | 0  | 4   |
| 4   | Marokko  | 3  | 0 | 1 | 2 | 2  | 4  | −2 | 1   |

|                                               |                             |       |                          |                                                                                      |
| 15 juni 2018 «onderlinge duels» 21:00 (UTC+3) | Portugal                    | 3 – 3 | Spanje                   | Olympisch Stadion Fisjt, Sotsji Toeschouwers: 43.866 Scheidsrechter: Gianluca Rocchi |
| 15 juni 2018 «onderlinge duels» 21:00 (UTC+3) | Ronaldo 4' (pen.), 44', 88' |       | 24', 55' Costa 58' Nacho | Olympisch Stadion Fisjt, Sotsji Toeschouwers: 43.866 Scheidsrechter: Gianluca Rocchi |

|                                               |            |       |         |                                                                                      |
| 20 juni 2018 «onderlinge duels» 15:00 (UTC+3) | Portugal   | 1 – 0 | Marokko | Olympisch Stadion Loezjniki, Moskou Toeschouwers: 78.011 Scheidsrechter: Mark Geiger |
| 20 juni 2018 «onderlinge duels» 15:00 (UTC+3) | Ronaldo 4' |       |         | Olympisch Stadion Loezjniki, Moskou Toeschouwers: 78.011 Scheidsrechter: Mark Geiger |

|                                               |                         |       |              |                                                                              |
| 25 juni 2018 «onderlinge duels» 21:00 (UTC+3) | Iran                    | 1 – 1 | Portugal     | Mordovia Arena, Saransk Toeschouwers: 41.685 Scheidsrechter: Enrique Cáceres |
| 25 juni 2018 «onderlinge duels» 21:00 (UTC+3) | Ansarifard 90+3' (pen.) |       | 45' Quaresma | Mordovia Arena, Saransk Toeschouwers: 41.685 Scheidsrechter: Enrique Cáceres |

#### Achtste finale
|                                               |                |       |          |                                                                                         |
| 30 juni 2018 «onderlinge duels» 21:00 (UTC+3) | Uruguay        | 2 – 1 | Portugal | Olympisch Stadion Fisjt, Sotsji Toeschouwers: 44.873 Scheidsrechter: César Arturo Ramos |
| 30 juni 2018 «onderlinge duels» 21:00 (UTC+3) | Cavani 7', 62' |       | 55' Pepe | Olympisch Stadion Fisjt, Sotsji Toeschouwers: 44.873 Scheidsrechter: César Arturo Ramos |

FPF · A-internationals · Selecties · Statistieken · Bondscoaches · Portugees vrouwenelftal · Olympisch elftal · Portugal U21 · Portugal U20 · Portugal U19 · Portugal U18 · Portugal U17 · Vrouwen U17
1921 – 1929 · 
1930 – 1939 · 
1940 – 1949 · 
1950 – 1959 · 
1960 – 1969 · 
1970 – 1979 · 
1980 – 1989 · 
1990 – 1999 · 
2000 – 2009 · 
2010 – 2019 · 
2020 – 2029
EK's: 1984 · 
1996 · 
2000 · 
2004 · 
2008 · 
2012 · 
2016 · 
2020 · 
2024
WK's: 1966 · 
1986 · 
2002 · 
2006 · 
2010 · 
2014 · 
2018 · 
2022
OS: 1928 · 
1996 · 
2004 · 
2016
1921 · 
1922 · 
1923 · 
1924 · 
1925 · 
1926 · 
1927 · 
1928 · 
1929 · 
1930 · 
1931 · 
1932 · 
1933 · 
1934 · 
1935 · 
1936 · 
1937 · 
1938 · 
1939 · 
1940 · 
1942 · 
1943 · 1944 · 
1945 · 
1946 · 
1947 · 
1948 · 
1949 ·
1950 · 
1951 · 
1952 · 
1953 · 
1954 · 
1955 · 
1956 · 
1957 · 
1958 · 
1959 ·
1960 · 
1961 · 
1962 ·
1963 ·
1964 · 
1965 · 
1966 · 
1967 · 
1968 · 
1969 ·
1970 · 
1971 · 
1972 · 
1973 · 
1974 · 
1975 · 
1976 · 
1977 · 
1978 · 
1979 ·
1980 · 
1981 · 
1982 · 
1983 · 
1984 · 
1985 · 
1986 · 
1987 · 
1988 · 
1989 · 
1990 · 
1991 ·
1992 · 
1993 · 
1994 · 
1995 · 
1996 · 
1997 · 
1998 · 
1999 · 
2000 · 
2001 · 
2002 · 
2003 · 
2004 · 
2005 · 
2006 · 
2007 · 
2008 · 
2009 · 
2010 · 
2011 · 
2012 · 
2013 ·
2014 ·
2015 ·
2016 ·
2017 ·
2018 ·
2019 ·
2020 ·
2021 ·
2022
Albanië ·
Algerije ·
Andorra ·
Angola ·
Argentinië ·
Armenië ·
Azerbeidzjan ·
België ·
Bolivia ·
Bosnië-Herzegovina ·
Brazilië ·
Bulgarije ·
Canada ·
Chili ·
China ·
Cyprus ·
DDR ·
Denemarken ·
Duitsland ·
Ecuador ·
Egypte ·
Engeland ·
Estland ·
Faeröer ·
Finland ·
Frankrijk ·
Gabon ·
Georgië ·
Ghana ·
Gibraltar ·
Griekenland ·
Hongarije ·
Ierland ·
IJsland ·
Iran ·
Israël ·
Italië ·
Ivoorkust ·
Joegoslavië ·
Kaapverdië ·
Kameroen ·
Kazachstan ·
Koeweit ·
Kroatië ·
Letland ·
Liechtenstein ·
Litouwen ·
Luxemburg ·
Malta ·
Marokko ·
Mexico ·
Moldavië ·
Mozambique ·
Nederland ·
Nieuw-Zeeland ·
Nigeria ·
Noord-Ierland ·
Noord-Korea ·
Noord-Macedonië ·
Noorwegen ·
Oekraïne ·
Oostenrijk ·
Panama ·
Paraguay ·
Polen ·
Qatar ·
Roemenië ·
Rusland ·
Saoedi-Arabië ·
Schotland ·
Servië ·
Slovenië ·
Slowakije ·
Sovjet-Unie ·
Spanje ·
Tsjechië ·
Tsjecho-Slowakije ·
Tunesië ·
Turkije ·
Uruguay ·
Verenigde Staten ·
Wales ·
Zuid-Afrika ·
Zuid-Korea ·
Zweden ·
Zwitserland
Angola (2006) ·
België (2021) ·
Brazilië (2010) · 
Denemarken (2012) ·
Duitsland (2006) ·
Duitsland (2008) ·
Duitsland (2012) ·
Duitsland (2014) ·
Duitsland (2021) ·
Engeland (2000) ·
Engeland (2006) ·
Frankrijk (2006) ·
Frankrijk (2016) ·
Frankrijk (2021)  ·
Ghana (2014) ·
Griekenland (2004, 2) · 
Hongarije (2021) · 
IJsland (2016) · 
Iran (2006) ·
Iran (2018) ·
Marokko (2018) ·
Marokko (2022) ·
Mexico (2006) ·
Nederland (2006) ·
Nederland (2012) ·
Oostenrijk (2016) · 
Spanje (2012) · 
Spanje (2018) ·
Tsjechië (2008) ·
Tsjechië (2012) · 
Turkije (2008) ·
Verenigde Staten (2014) ·
Uruguay (2018) ·
Zuid-Korea (2022) · 
Zwitserland (2008) · 
Zwitserland (2022)